# Nagisa Oshima
Nagisa Oshima (Japans: 大島渚, Ōshima Nagisa) (Kioto, 31 maart 1932 – Fujisawa, 15 januari 2013) was een Japans filmregisseur.
Oshima's vader werkte voor het Japanse ministerie van landbouw, bosbouw en visserij. Hij overleed toen Oshima zes jaar oud was, waarna Oshima door zijn moeder werd opgevoed. Hij studeerde in 1954 aan de universiteit van Kioto af in politicologie en rechten. Hierna kwam hij in dienst bij Shochiku. Al snel mocht hij zijn eigen films regisseren. Zijn debuut was A Town of Love and Hope in 1959.
Hij is het meest bekend geworden door zijn provocerende film L'Empire des sens uit 1976. De film is gebaseerd op het ware verhaal van een fatale seksuele obsessie in het Japan van de jaren dertig. Oshima, die een fervent tegenstander was van censuur, en van het humanisme van zijn tijdgenoot en collega Akira Kurosawa, was vastbesloten harde pornografie op te nemen. De opnamen moesten naar Frankrijk worden gebracht om daar te worden ontwikkeld. In Japan is nog altijd geen ongecensureerde versie beschikbaar.
In zijn film Empire of Passion uit 1978 die bij L'Empire des sens hoort, hanteerde Oshima een meer ingetogen benadering om de seksuele passie te schilderen van twee tot moord gedreven geliefden. In 1978 won de film een Gouden Palm voor beste regisseur op het Filmfestival Cannes.
Oshima werd ook bekend door Merry Christmas, Mr. Lawrence uit 1983, naar twee novelles van Laurens van der Post, met in de hoofdrollen David Bowie, Tom Conti, Ryuichi Sakamoto, en Takeshi Kitano.
Een van zijn meer ongebruikelijke films was Band of Ninja (1967), een bewerking van de populaire manga Ninja Bugei-cho van Sampei Shirato; een zestiende-eeuwse geschiedenis van verdrukte boeren en dodelijke ninja's. In de film wordt niet geacteerd, en het is ook geen tekenfilm. Oshima maakte eenvoudigweg close-ups van de tekeningen van Shirato en voegde stemmen toe. Desondanks oogstte de film in Japan een bescheiden succes, zowel onder critici als in commercieel opzicht.
In 1996 kreeg Oshima een hersenbloeding, maar hij begon in 1999 weer te regisseren en maakte de film Taboo. Hij overleed op 80-jarige leeftijd aan een longontsteking.

## Filmografie (selectie)
- Taboo (1999)
- Max mon amour (1986)
- Merry Christmas, Mr. Lawrence (1983)
- Empire of Passion (1978)
- L'Empire des sens (1976)
- Band of Ninja (1967)
- A Town of Love and Hope (1959)

- Bibsys: 90696292
- Biblioteca Nacional de España: XX1167888
- Bibliothèque nationale de France: cb12629266j (data)
- Catàleg d'autoritats de noms i títols de Catalunya: 981058528069406706
- CiNii: DA01947044
- Gemeinsame Normdatei: 118747762
- International Standard Name Identifier: 0000 0001 1454 9289
- Library of Congress Control Number: n80159815
- Bibliotheek van het Japanse parlement: 00062593
- Nationale Bibliotheek van Tsjechië: xx0119786
- Nationale Bibliotheek van Israël: 987007349759705171
- Nationale Bibliotheek van Polen: a0000002975902
- Nederlandse Thesaurus van Auteursnamen: 069417679
- RKD-Nederlands Instituut voor Kunstgeschiedenis: 404247
- LIBRIS: 274270
- SNAC: w68t8wnw
- Système universitaire de documentation: 027338258
- Virtual International Authority File: 109364179
- WorldCat: E39PBJycGYvTDWJtxDYyHQVwG3